# Besenheide
Die Besenheide (Calluna vulgaris) ist die einzige Art der monotypischen Pflanzengattung Calluna, die zur Familie der Heidekrautgewächse (Ericaceae) gehört. Sie ist eine prägende Pflanzenart der Heidelandschaft.
Die Besenheide ist Blume des Jahres 2019.

## Beschreibung

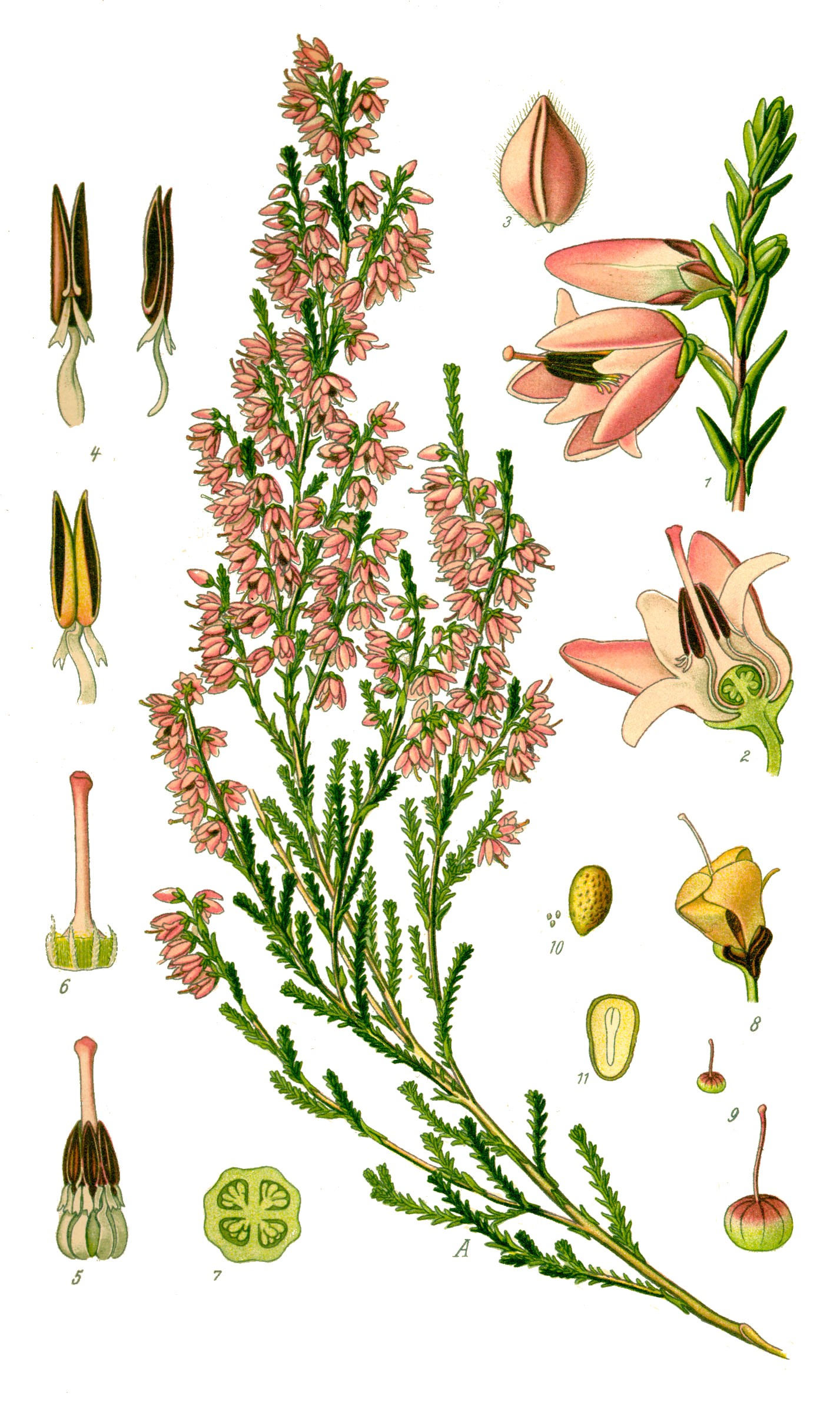
Illustration von Otto Wilhelm Thomé

Habitus und Blätter

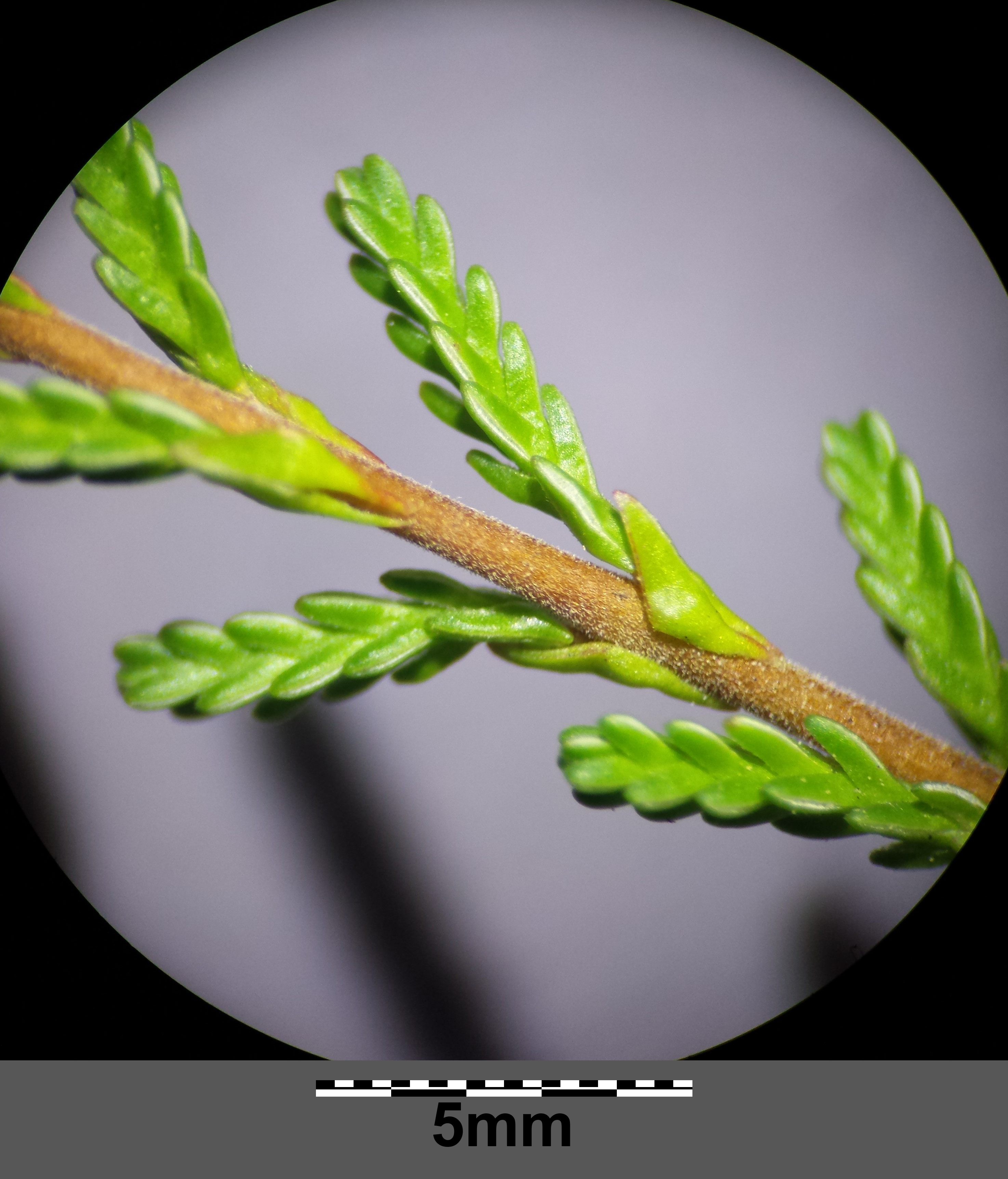
Stängel mit Laubblättern

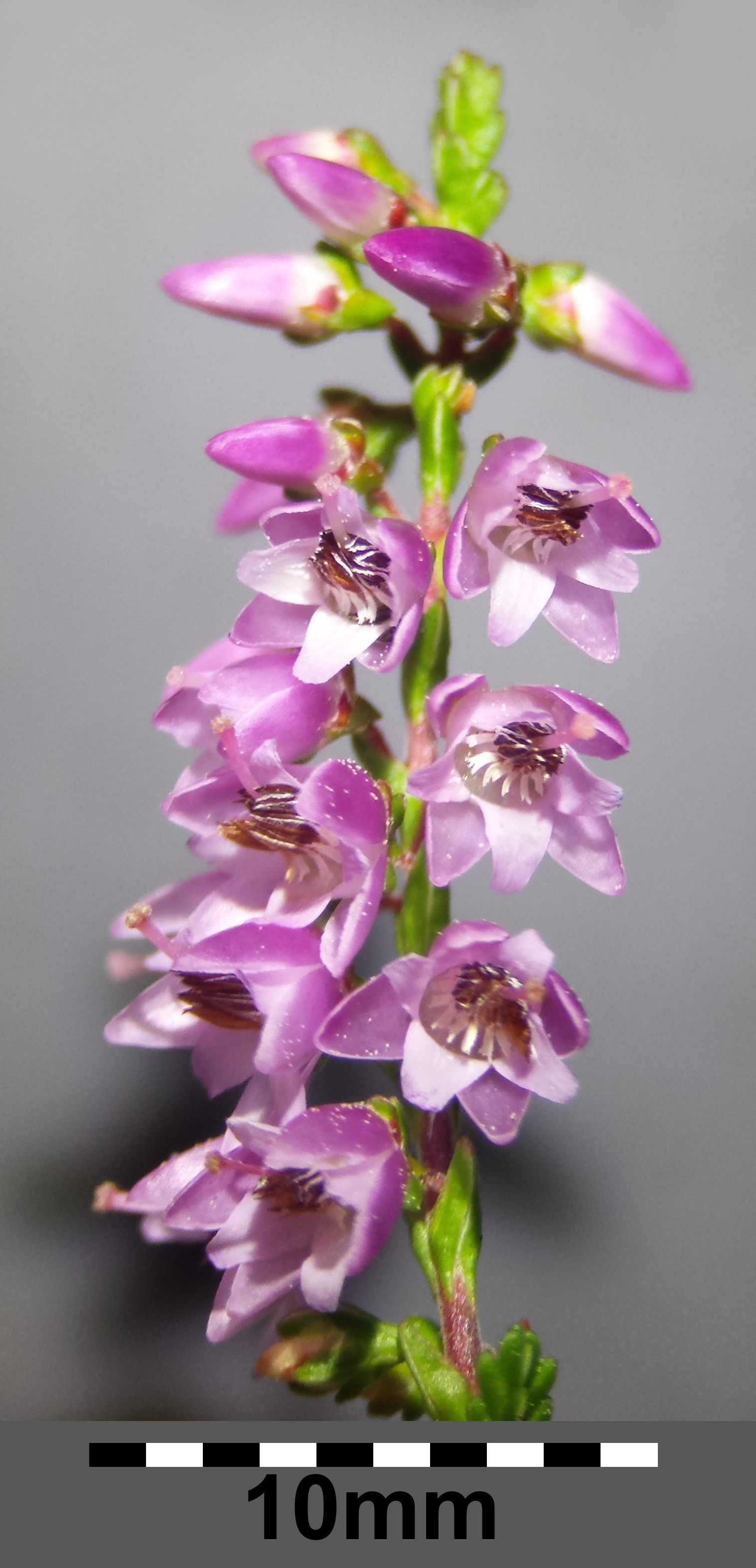
Blütenstand

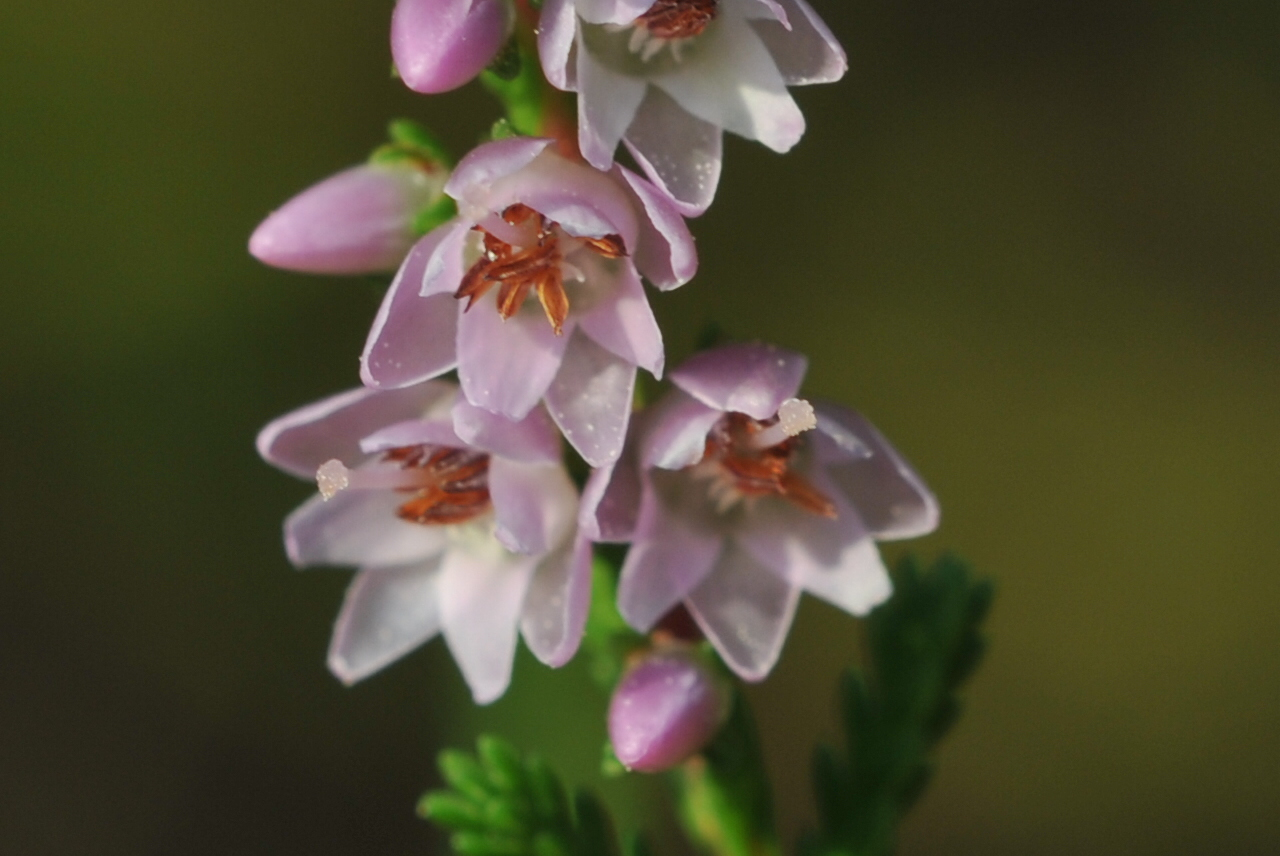
Blüten im Detail

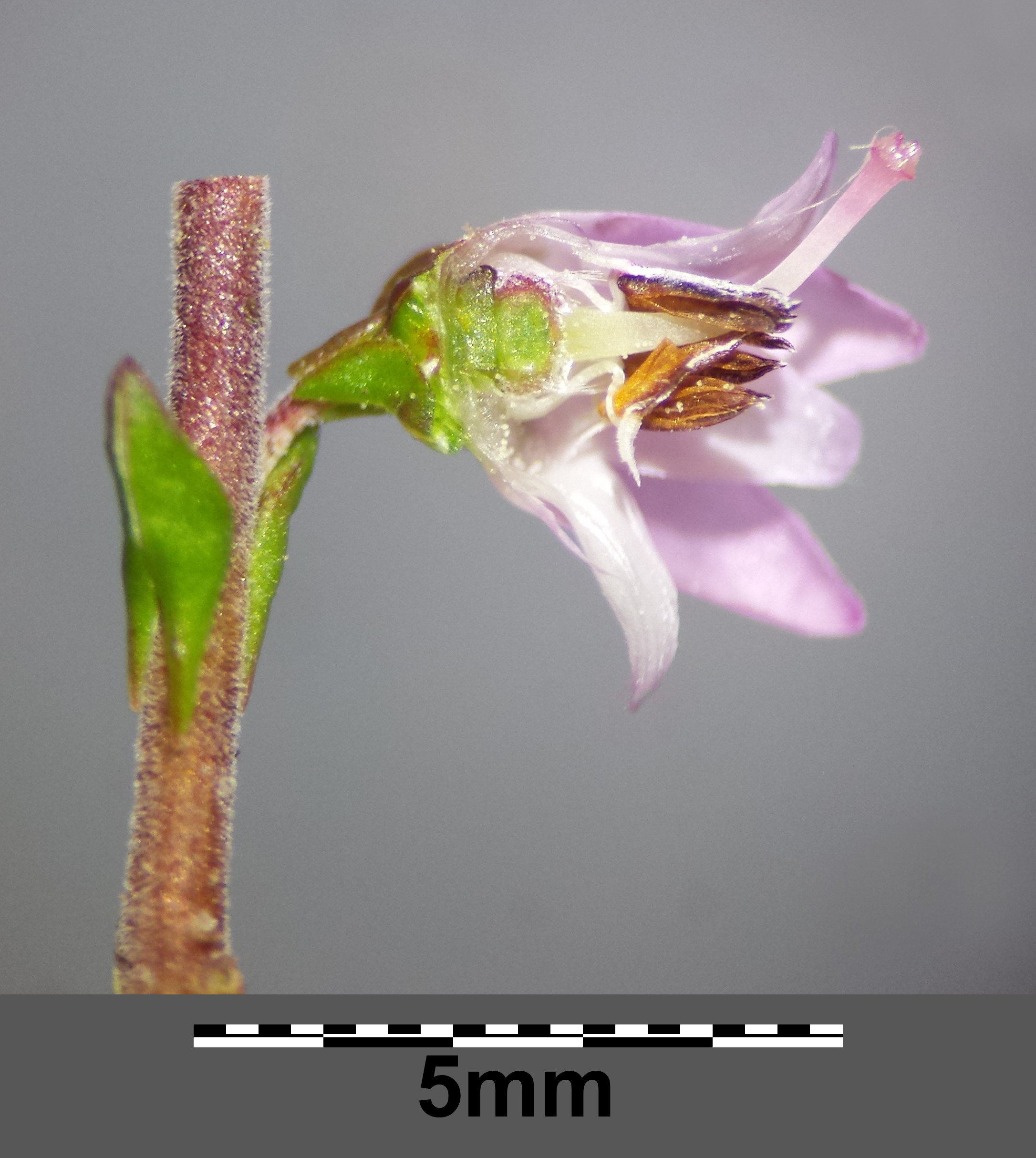
Geöffnete Blüte

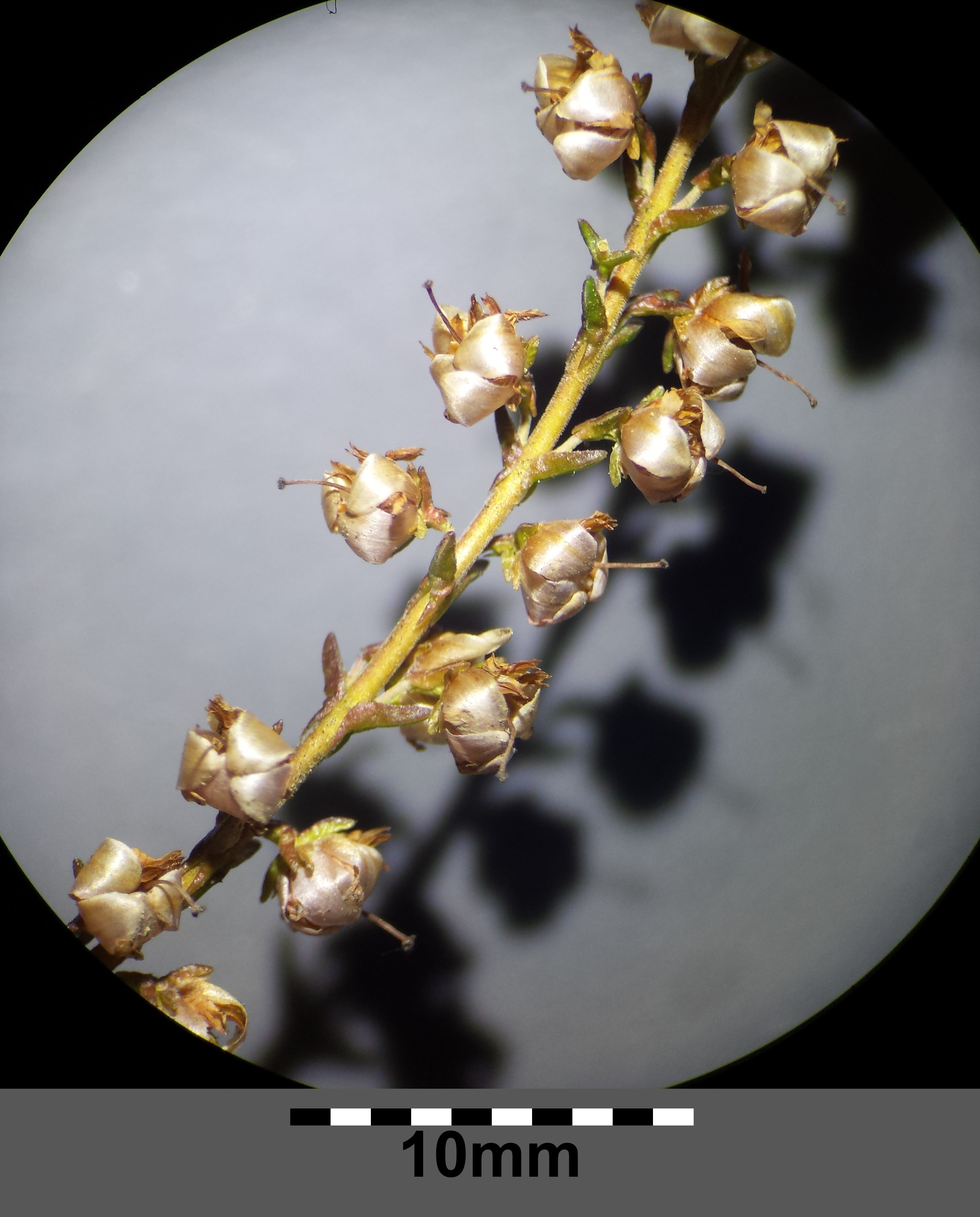
Fruchtstand, die jeweils vier Kronblätter vertrocknen und fallen nicht von den Blüten ab.

### Vegetative Merkmale
Die Besenheide ist ein verholzender und immergrüner Zwergstrauch, der relativ langsam wächst und etwa 40 Jahre alt werden kann. Seine Wuchshöhe beträgt 30 bis 100 Zentimeter, letztere setzt eine ungestörte Entwicklung voraus. Die Besenheide ist ein Tiefwurzler mit einer endotrophen Mykorrhiza vom Ericaceen-Typ. Sie unterscheidet sich von den verwandten und teilweise recht ähnlichen Erika-Arten durch schuppenförmig an den Ästchen anliegende und nach oben eingerollte, ledrige gegenständige Blätter, die nur 1 bis 3,5  Millimeter lang sind. Sie sind vierzeilig angeordnet und decken sich dachig. Sie tragen am Grund 2 lange, spitze, am Rand drüsige, abwärts gerichtete Sporne oder Öhrchen. Spaltöffnungen befinden sich nur an der Blattunterseite und sind von Haaren geschützt.

### Generative Merkmale
Die Blütezeit reicht vom Spätsommer bis Herbst. Die nickenden Blüten stehen in einem dichten, traubigen Blütenstand. Sie stehen kurz gestielt an 5 bis 15 Zentimeter langen Kurztrieben und tragen am Grund 4 kleine, länglichrunde, am Rand häutige und langgefranste Hochblätter wie eine Art Außenkelch. Die zwittrigen, vierzähligen, weißen und rosa- bis purpurfarbenen Blüten haben eine Länge von 1 bis etwa 4 Millimetern. Die jeweils vier Kron- und Kelchblätter sind gleich gefärbt; die Kelchblätter sind doppelt so lang wie die eher unscheinbare Krone. Es sind acht Staubblätter vorhanden. Die Staubbeutel besitzen jeweils zwei hornartige Anhängsel. Um den Pollen zu entlassen, öffnen sie sich mittels endständiger Poren. Der Griffel überragt die Kelchblätter und trägt eine dicke, kopfige, vierhöckerige Narbe. Die Fruchtkapsel ist kugelig, 1,5 Millimeter lang, vierfächerig und enthält viele Samen. Die Samen sind sehr klein, wenig über 0,1 Millimeter lang und eilänglich. Bei der Besenheide beginnt die Blühreife mit vier Jahren.
Die Chromosomengrundzahl beträgt × = 8; es liegt Diploidie vor, also ist die Chromosomenzahl 2n = 16.

## Ökologie

### Lebensweise
Es lassen sich charakteristische Lebenszyklen von Calluna vulgaris unterscheiden, die jeweils eigene Lebensgemeinschaften beherbergen:
In der Pionierphase wächst die Besenheide sehr lückig und erreicht nur selten Wuchshöhen von 10 bis 15 cm. In der Aufbauphase wird nach und nach eine fast vollständige Deckung erreicht, die Blüte ist sehr üppig, die Pflanzen werden bis zu 40 cm hoch. Diese Phase ist für Schafhaltung, Imkerei und Tourismus am günstigsten. In der Reifephase verholzt die Calluna zunehmend und wird von Schafen nicht mehr verbissen. Sie wird (bei ungestörter Entwicklung) nun 60 bis 100 cm hoch und lichter, Moose und Gräser dringen zunehmend ein. In der Degenerationsphase sterben die Pflanzen von der Mitte her ab, können sich aber gleichzeitig an aufliegenden Zweigen neu bewurzeln. Es entstehen typische ringförmige Strukturen mit zentraler Lücke.

### Anpassungen
Die ledrigen Rollblättchen, deren Spaltöffnungen auf der Blattunterseite durch Haare geschützt sind,  werden als Anpassungsleistung an stickstoffarme Böden gedeutet (Peinomorphose).

### Bestäubungsökologie
Die Blüten sind „Glockenblumen mit Streueinrichtung“ (allerdings ohne Streukegel). Ihre Schauwirkung geht auf die lange erhalten bleibenden Kelchblätter zurück; die unscheinbaren Kronblätter sind in dieser Hinsicht bedeutungslos. Die Staubblätter sind bereits in der Knospe geöffnet. Der Nektar ist leicht zugänglich, und es findet ein reger Besuch von Insekten statt; besonders häufige Besucher sind die Honigbiene (Heidehonig) und Schmetterlinge wie der Ockergelbe Blattspanner. Die Bestäubung erfolgt durch Insekten (Insektenbestäubung). Bestäubung ist auch durch die winzige Blasenfuß-Art Taeniothrips ericae („Gewitterwürmchen“) möglich. Die Weibchen fliegen auf der Suche nach den ungeflügelten Männchen von Blüte zu Blüte und bestäuben dadurch die Blüten. Auch Windbestäubung ist möglich. Wenn der Insektenbesuch unterbleibt, verlängern sich die Staubfäden und es wird reichlich Pollen mit dem Wind übertragen.

### Ausbreitungsökologie
Die fachspaltigen, vielsamigen Kapselfrüchte bleiben im Kelch verborgen. Die winzigen, nur 1,5 mm langen, aber trotzdem langlebigen Samen werden vom Wind ausgeschüttelt und breiten sich als Körnchenflieger (Meteorochorie) aus. Fruchtreife ist von März bis April des Folgejahres.
Die Samen sind Lichtkeimer und die Verbreitung der Besenheide wird durch nicht zu starke Brände besonders gefördert: Die Keimung wird durch Hitzestress verbessert und der abgebrannte Boden bietet mehr Nährstoffe sowie ideale Keimbedingungen für die konkurrenzempfindliche Art.
Vegetative Vermehrung erfolgt gelegentlich durch sich bewurzelnde Zweige (Legetriebe).

### Synökologie
Die Besenheide gilt als Futterpflanze für zahlreiche Schmetterlingsarten und deren Raupen, darunter auch gefährdete Arten, wie den Kiefernheidensackträger, die Heidekraut-Bunteule, den Grünen Moorheidenspanner oder den Komma-Dickkopffalter.
Der Nektar der Besenheide enthält den Stoff Callulen, der den Darmparasiten Crithidia bombi der Hummeln bekämpft.

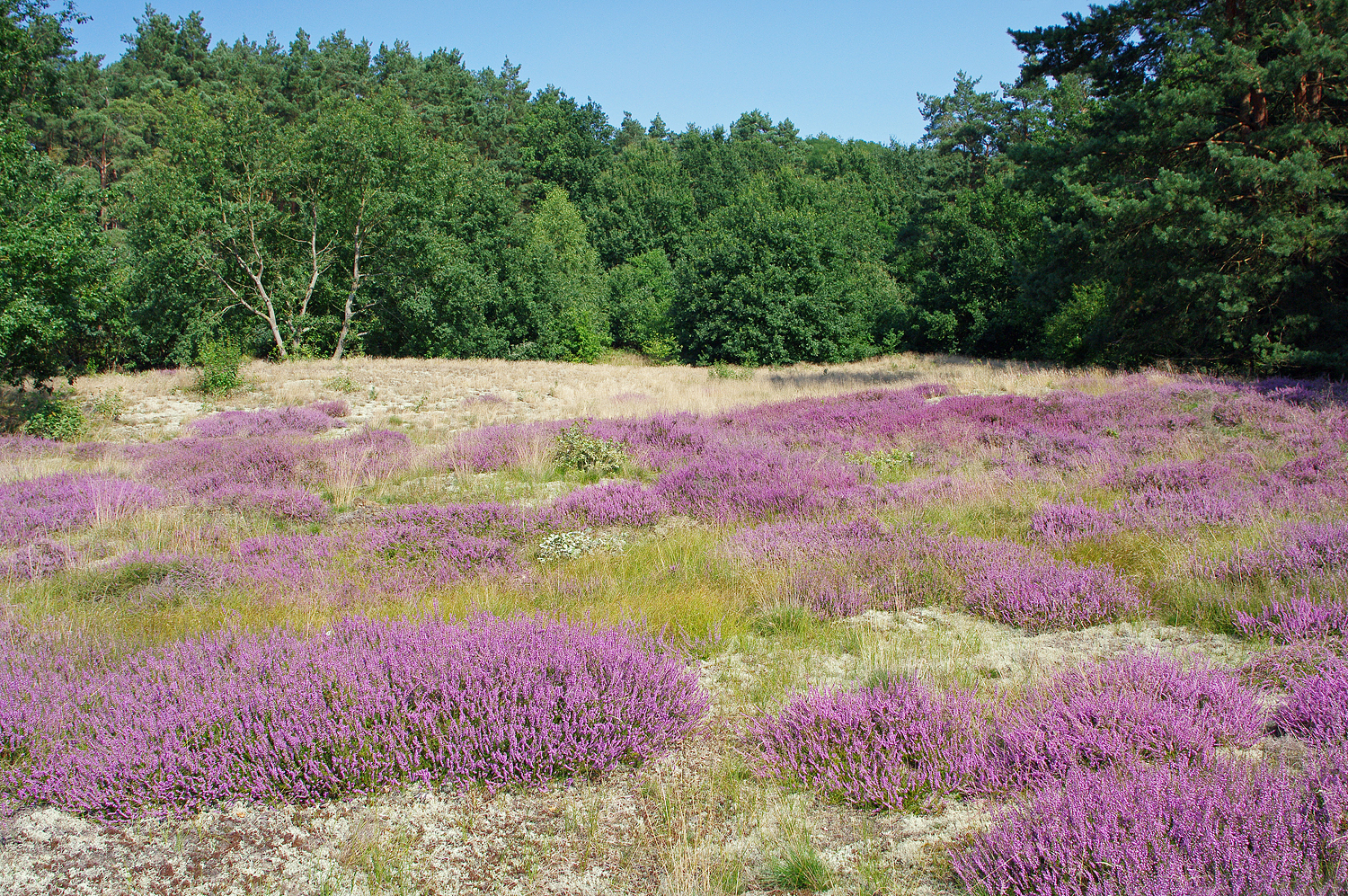
Blühende Besenheide in einem Sandheide-Biotop in Norddeutschland

## Vorkommen
Natürlich verbreitet ist die Besenheide in ganz Europa mit Schwerpunkt in Mittel- und Nordeuropa, im Osten kommt sie bis Westsibirien vor. Besonders häufig ist sie in eiszeitlich geprägten Gebieten. Schottische Einwanderer führten die Besenheide im 19. Jahrhundert nach Kanada ein. Seitdem breitet sie sich in Nordamerika aus und gilt dort als Neophyt.
Die Besenheide gilt als Säurezeiger. Sie kommt natürlich auf sonnigen bis lichten Standorten, vornehmlich auf kalkfreien Sanden vor. Sie wächst bevorzugt auf trockenen, aber auch auf wechselfeuchten Böden, beispielsweise in entsprechenden Bereichen von Mooren. Lebensraum sind Heiden, Moore, Dünen, lichte Wälder. Sie ist in Mitteleuropa eine Nardo-Callunetea-Klassencharakterart.
Die Besenheide kommt vom Flachland bis in Höhenlagen von 2700 Metern vor. In den Allgäuer Alpen steigt die Besenheide im Tiroler Teil an der Mutte oberhalb Bernhardseck bis zu einer Höhenlage von bis zu 2100 Meter auf. Im Tessin kommt sie an der Fibbia sogar bis etwa 2700 Meter Meereshöhe vor. Nordwärts findet man sie in Norwegen bis 71° 5' nördlicher Breite.
Die ökologischen Zeigerwerte nach Landolt et al. 2010 sind in der Schweiz: Feuchtezahl F = 3w+ (mäßig feucht aber stark wechselnd), Lichtzahl L = 3 (halbschattig), Reaktionszahl R = 1 (stark sauer), Temperaturzahl T = 2+ (unter-subalpin und ober-montan), Nährstoffzahl N = 2 (nährstoffarm), Kontinentalitätszahl K = 2 (subozeanisch).

## Taxonomie und Systematik
Die Erstveröffentlichung erfolgte 1753 unter dem Namen (Basionym) Erica vulgaris durch Carl von Linné in Species Plantarum 1: 352. Die Gattung Calluna wurde 1802 durch Richard Anthony Salisbury in Transactions of the Linnean Society of London, Band 6, S. 317 aufgestellt. Die Neukombination zu Calluna vulgaris (L.) Hull wurde 1808 durch John Hull in The British Flora, 1, S. 114 veröffentlicht. Der Gattungsname Calluna leitet sich vom griechischen Wort kallyno für „ich reinige, fege“ ab. Das Artepitheton vulgaris bedeutet gewöhnlich.
Calluna vulgaris ist die einzige Art der monotypischen Gattung Calluna aus der Tribus Ericeae in der Unterfamilie Ericoideae innerhalb der Familie Ericaceae.

## Nutzung
Die Besenheide stellt in der Imkerei eine wichtige Bienenweide dar, denn ihr Nektar enthält 24 % Zucker, überwiegend Saccharose, und jede einzelne Blüte produziert durchschnittlich 0,12 mg Zucker täglich (Zuckerwert). Der von den Bienen aus ihrem Nektar gewonnene Heidehonig zeichnet sich durch eine gallertartige Konsistenz aus. Für Weidetiere wie Schafe, Ziegen und Rinder bietet die Besenheide nur geringe Futterwerte und hat eine geringe Futterattraktivität. Am ehesten sind noch Schafe in der Lage, Besenheide-geprägte Lebensräume (z. B. Lüneburger Heide) zur Gewichtszunahme zu nutzen, wobei sich einige Rassen besonders eignen (z. B. Heidschnucke). Das Ertragsniveau bleibt allerdings niedrig. Es kann durch die Beimischung von Ziegen geringfügig verbessert werden. Die Bewirtschaftung Besenheide-geprägter Lebensräume muss in der heutigen landwirtschaftlichen Ordnung in Mitteleuropa allerdings immer durch die öffentliche Hand finanziell unterstützt werden. Ohne den Einfluss der Beweidung (oder anderer Pflegeverfahren) überaltern Besenheidebestände und verlieren damit an Wert für den Biodiversitätsschutz.
Die Besenheide ist für Wildpflanzengärten zu empfehlen und zur Begrünung sandiger Böschungen geeignet. Sie ist auch eine beliebte Zierpflanze, die als „Calluna(heide)“ oder „Sommerheide“ in etwa 10.000 Sorten mit sehr unterschiedlichen Blütezeiten und Färbungen der Blüten und Blätter kultiviert wird. Kultursorten sind beispielsweise ‘Beoley Crimson’ (karminrote Blüten), ‘Boskoop’ (helles lila), ‘Cuprea’ (kupferfarben), ‘Firefly’ (dunkellila) und ‘Long White’ (weiß). Beliebt sind auch „knospenblühende“ Calluna-Züchtungen, deren dauerhaft geschlossene Knospen eine lang anhaltende, farbintensive Blüte vortäuschen, und deren Knospen im Gegensatz zur Blüte frosthart sind. Diese „Knospenheiden“ sind unfruchtbar und aufgrund der sich nicht öffnenden Knospen nicht als Insektenweide geeignet.
Die Besenheide wird zur Firstverkleidung von reetgedeckten Dächern verwendet. Aufgrund der sehr langen Haltbarkeit im Außenbereich wird sie auch zu Sicht-, Wind- und Lärmschutzelementen zusammengebunden. Besenheide trotzt allen Witterungsverhältnissen und bleibt daher über lange Jahre beständig.
Namensgebend ist allerdings die Nutzung der Besenheide in der Besenbinderei. Noch in den 1980er Jahren wurden solche Besen in der Teerindustrie verwendet. Unter anderem waren diese Besen industriell gefertigten Besen durch ihre Temperaturbeständigkeit überlegen.
Früher galt die Besenheide als Herba Ericae cum florbus offizinell und wurde bei Nierensteinen angewandt.

## Trivialnamen
Für die Besenheide bestehen bzw. bestanden auch die weiteren deutschsprachigen Trivialnamen: Bäsareis (St. Gallen bei Werdenberg), Besenhaide (Bern), Bessenheide (Ostfriesland, Schleswig-Holstein), Bienenheide, Brandheide (Weser), Brauch (Bern), Brauttreue (Lüchow bei Salzwedel), Breinbart (Bayern), Breusch (Schweiz um Solothurn), Brüch (St. Gallen bei Sargans), Brüsch (Bern, St. Gallen), Bruch (Bern), Brui (Graubünden bei Oberhalbstein), Brusch, Bultheide (Unterweser bei Hudemühl), Doppheide (Ostfriesland), Eyden (mittelhochdeutsch), Gaisbrüsch (St. Gallen), Genst (Tübingen), rote Grampen (Tirol), Haadach (Kärnten), Haid (Holstein, mittelhochdeutsch), Haide (Holstein, mittelhochdeutsch), Heede (Osnabrück), Heen (Osnabrück), Hei (Altmark), Heid (Norddeutschland), Heide (althochdeutsch), Heidache (althochdeutsch), Heidahi (althochdeutsch), Heide (Hannover bis Pommern), Heidekraut (Hannover bis Pommern), Heiderer (Österreich), Heie (Hannover) Heude (mittelhochdeutsch), Hey (mittelhochdeutsch), Heyde (mittelhochdeutsch), Hoadach (Tirol), Krankrebbe (Österreich), Monsee, Nivuihtholz (althochdeutsch), Plaggen, Prisi (St. Gallen bei Obertoggenburg), Prog (St. Gallen bei Werdenberg), Rehheide, Ruchabruch (St. Gallen im Rheintal), Sefi (Appenzell, St. Gallen), Sevi (Appenzell, St. Gallen), Sendach (Kärnten), Senden (Tirol), Senfen (Allgäu), Sör (Appenzell bei Walzenhausen), Strahlgras und Tannenmyrthe (Berner Oberland).

## Aberglaube
Ein Kranz von Besenheide um den Spiegel gelegt, sollte Unglück vom Hause abhalten.
Eine weißblütige „weiße Heidt“ galt im deutschen Sprachraum als antidämonisch wirksames Mittel, wobei nach Marzell „weiße Heidt“ in nachstehendem Zitat eher als Sumpfporst zu deuten ist.
„Dost, Harthaw und weiße Heidt tun dem Teuffel vil leidt.“
Bevor die Kuhhirten des Kreises Disentis zum Essen gingen, steckten sie neben ihre Kühe jeweils eine Erikastaude in die Erde und beteten: „O guter, heiliger Valentin, ich stecke eine Erikastaude, hüte mein Vieh, bis ich geh und bis ich komme; ich will ein Vaterunser beten und dem Vieh ein Kreuz auf den Rücken machen.“ Nach der Rückkehr deckten sie die Erikastauden mit Erde und beteten zum Dank wieder ein Vaterunser.

## Geschichte
In den Schriften der Antike wird die Besenheide nicht erwähnt. Die erste sichere Beschreibung der Besenheide erfolgte in spätmittelalterlichen Kräuterbüchern. Eine Pflanze namens „erice“, über welche Dioscorides und Plinius übereinstimmend schrieben, dass sie schlechten Honig liefere und dass ihr Laub und ihre Blüte als Umschlag nach Schlangenbissen zu verwenden sei, wurde von Kurt Sprengel als Baumheide oder als Europäischer Queller gedeutet. Diese „erice“ wurde 1543 von Leonhart Fuchs, einem der Väter der Botanik, als Besenheide gedeutet, und er übernahm die von Dioskurides und Plinius für diese Pflanze angegebenen Indikationen. Hieronymus Bock jedoch betonte 1546 in seinem Kräuterbuch, dass die Besenheide als guter Honiglieferant bekannt sei und dass die „erice“ der Klassiker unmöglich die bei uns wachsende Pflanze sein könne.
Eine erste sichere Erwähnung der Besenheide war bereits 1485 in der Mainzer Kräuterbuchinkunabel Gart der Gesundheit erschienen, wo der Kompilator Johann Wonnecke von Kaub mit Bezug auf den byzantinischen Arzt Paulos von Aigina der „mirica – heyde“, die durch eine beigefügte Abbildung sicher als Besenheide zu deuten war, ein ganzes Kapitel widmete. Nach der Säftelehre beurteilt er sie als „warm und trocken“. Die in Honig gebeizten Blüten empfahl er zur Behandlung des Viertagefiebers. Zusammen mit Kleinem Habichtskraut und Oregano verwendet, sollten sie Scheidenausfluss heilen. Außerdem sollte das Kraut, als Aufguss nach dem Bade eingerieben, Lendenbeschwerden heilen. In seinem Kleinen Destillierbuch empfahl der Straßburger Wundarzt Hieronymus Brunschwig ein Destillat aus „mirica – heyde“ zur Behandlung von „sandigen Stellen“ am Auge.
Die Besenheide galt allgemein als schleimlösend und schweißtreibend. Eingesetzt wurde sie bei Nierensteinen, Gicht, Entzündungen und rheumatischen Beschwerden. Hieronymus Bock (1539) beispielsweise hob mit Bezug auf die Werke von Paulos von Aigina die Wirkung auf Geschwülste hervor. Tabernaemontanus (ca. 1522–1590) gab an, dass das Öl der Pflanze bei „herpetes“ (sprachlich eine flektierte Form von Herpes) hilfreich sei. Sebastian Kneipp (1821–1897) befürwortete die Anwendung bei Gicht und Rheuma aufgrund blutreinigender Eigenschaften. In der heutigen Pflanzenheilkunde wird die Besenheide nicht mehr eingesetzt.
Am 1. Juni 1990 veröffentlichte die Kommission E des früheren Bundesgesundheitsamtes eine Negativ-Monographie zu Heidekraut und Heidekrautblüten, was besagt, dass deren Wirksamkeit nicht belegt ist.

### Historische Abbildungen

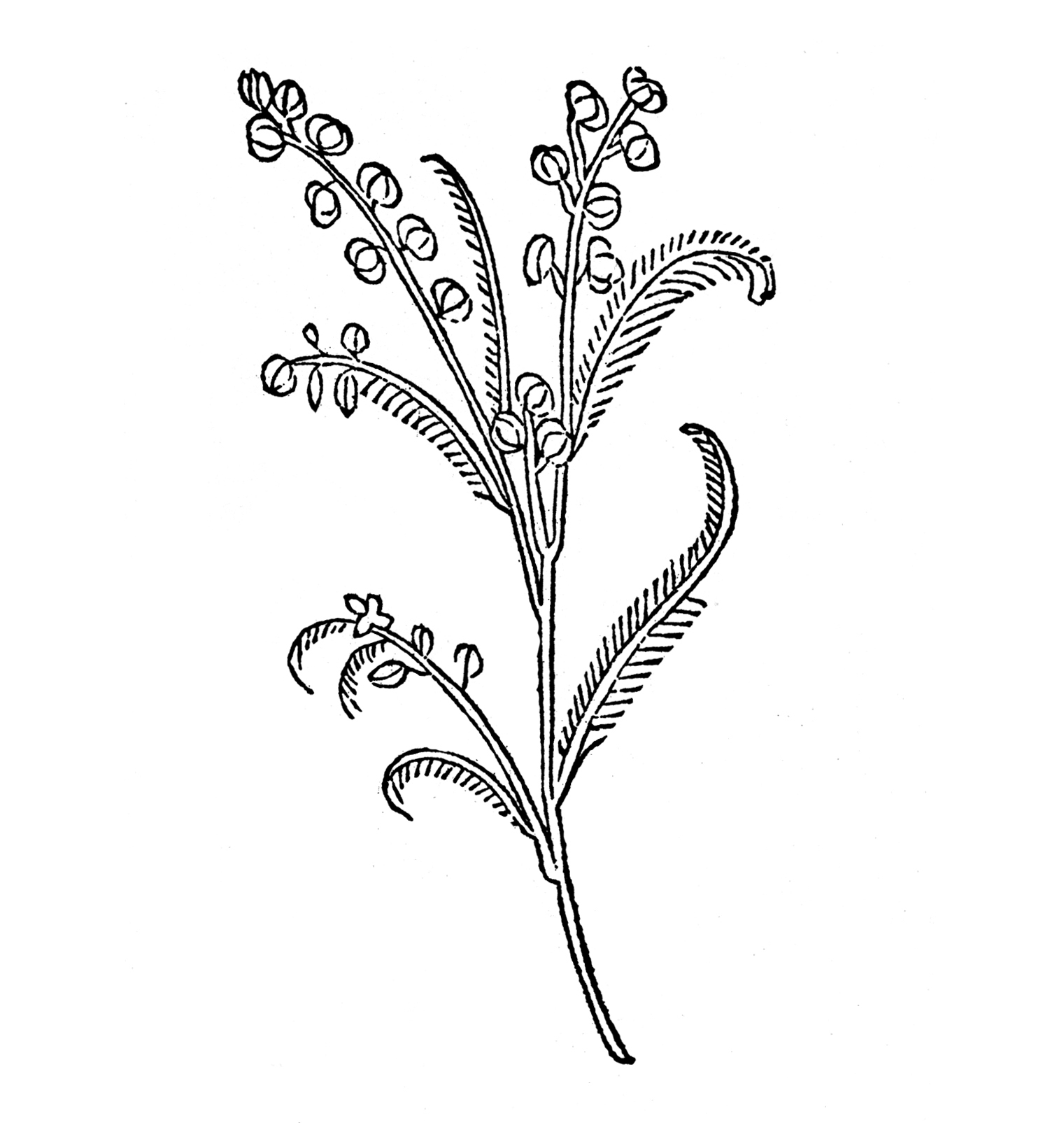
Gart der Gesundheit 1485
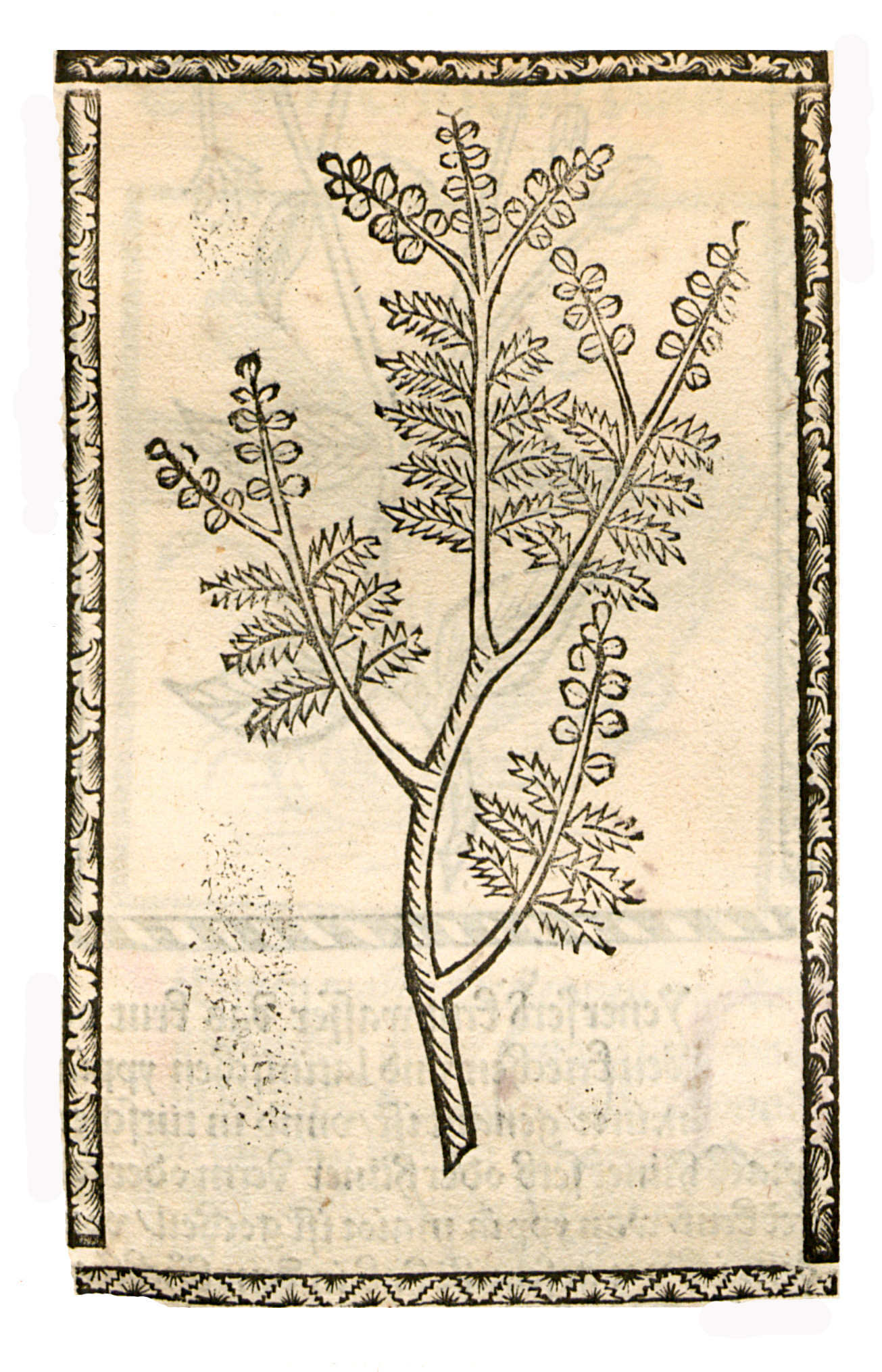
Hieronymus Brunschwig 1500
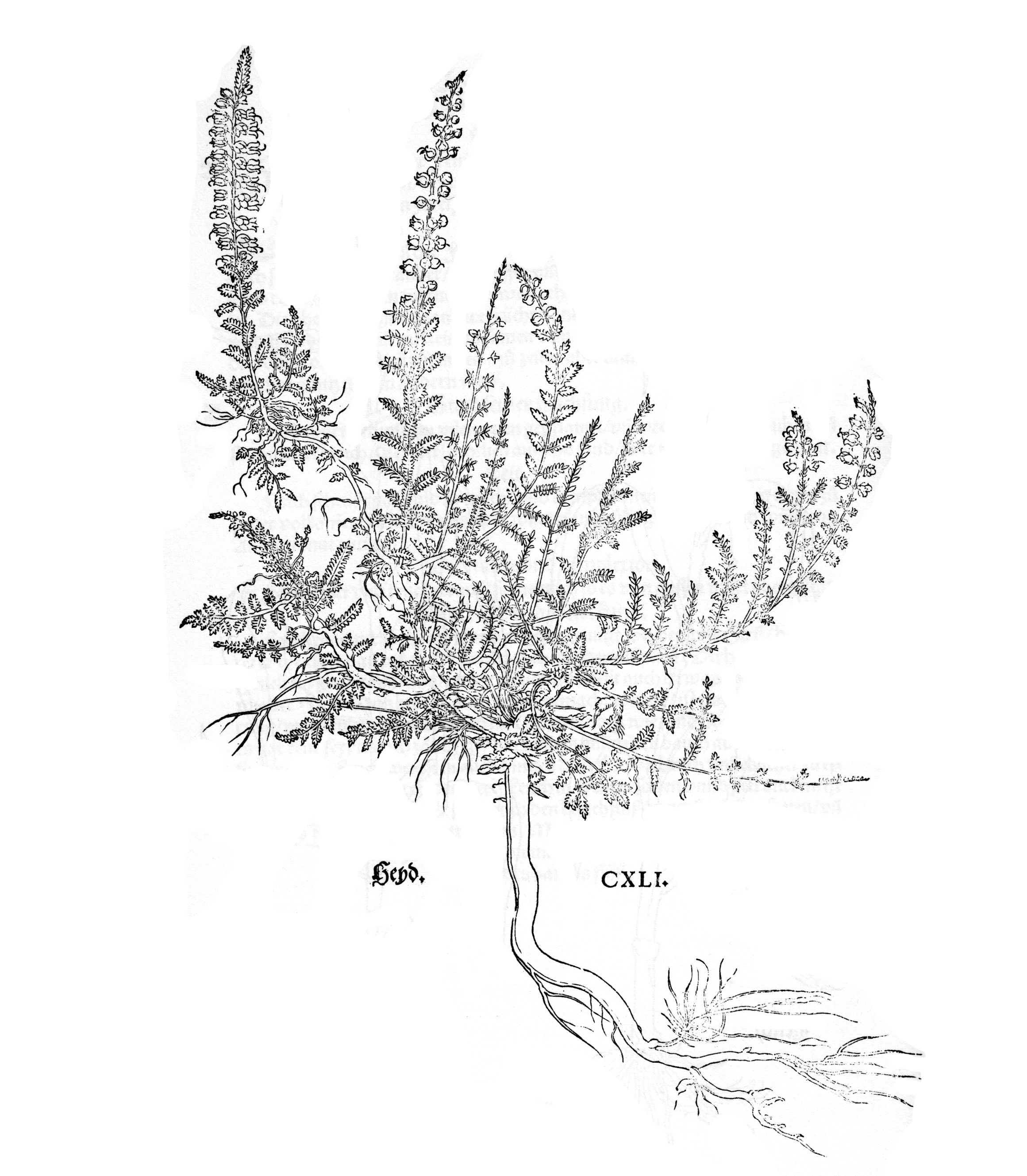
Leonhart Fuchs 1543
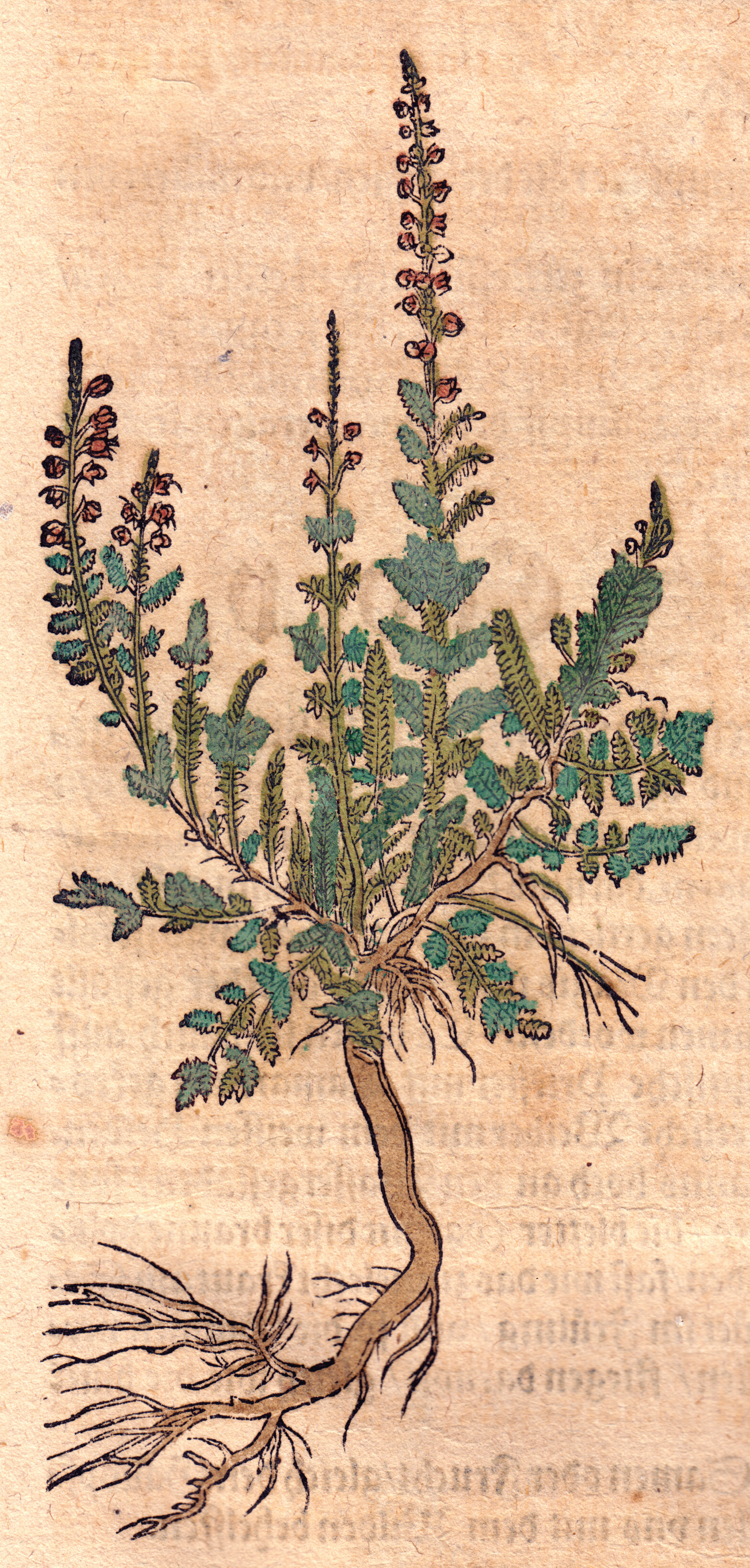
Hieronymus Bock 1546
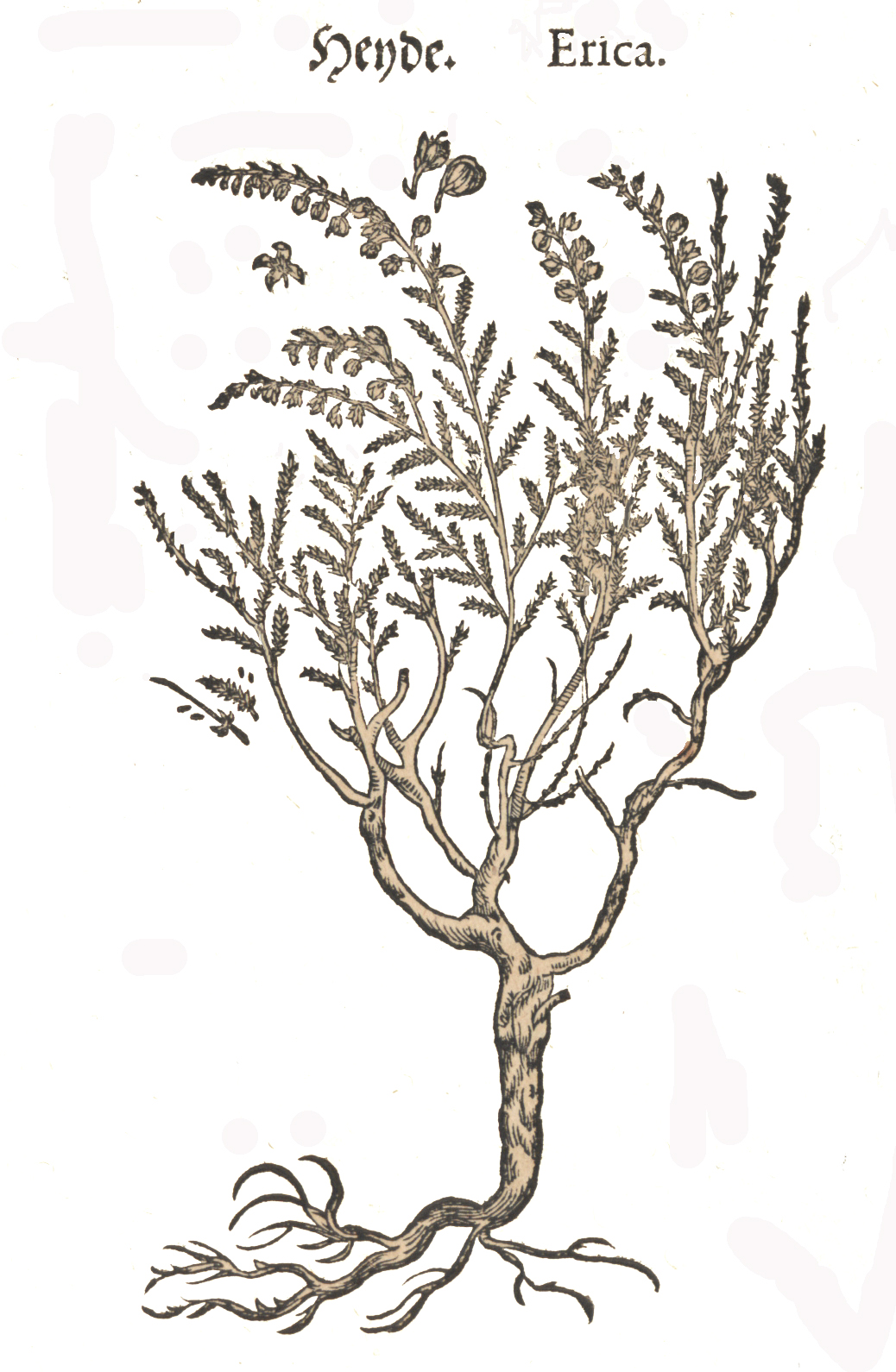
Mattioli / Handsch / Camerarius 1586